# باشگاه فوتبال چاتانبوری
باشگاه فوتبال چاتانبوری (تایلندی: สโมสรฟุตบอลจังหวัดจันทบุรี) یک باشگاه فوتبال حرفه ای تایلندی است که در استان چانتابوری، تایلند واقع شده است. این باشگاه در حال حاضر در لیگ ۲ تایلند بازی می کند.